# یارامن، کوئینزلند
یارامن (به انگلیسی: Yarraman) یک شهرک در استرالیا است که در کوئینزلند واقع شده‌است.